# Używka
Używka – substancja, niebędąca lekiem lub substancją mającą znaczenie farmakologiczne, ale wywierająca określony wpływ na organizm (najczęściej na ośrodkowy układ nerwowy) lub produkt zawierający takie substancje, na przykład:
- kawa[3]
- kakao[4]
- herbata[3]
- tytoń[3]
- betel
- narkotyki[potrzebny przypis]
- napoje alkoholowe[3].

Używki mogą być przyjmowane z powodu uzależnienia (alkohol, nikotyna,  narkotyki) lub z chęci wykorzystania właściwości używki (np. kofeina zawarta w kawie dla pobudzenia, w niektórych przypadkach szukanie inspiracji w substancjach psychoaktywnych). Używki mogą również być przyjmowane bez bezpośredniego zamiaru użycia substancji odpowiadających za określanie ich używkami – przykładowo gałka muszkatołowa jest stosowana jako przyprawa, jednak można nazwać ją używką z powodu zawartości mirystycyny, która w odpowiednich dawkach ma właściwości psychoaktywne.